# اینترنت میان‌سیاره‌ای
اینترنت میان‌سیاره‌ای (به انگلیسی: interplanetary Internet) یک شبکه کامپیوتری متصور در فضا است که از مجموعه‌ای از گره‌های شبکه تشکیل شده‌است که می‌توانند با یکدیگر ارتباط برقرار کنند.
با توجه به فاصله خیلی زیاد میان سیارات (فضای بیرونی)، این ارتباط بسیار تأخیر دارد؛ بنابراین مجموعه‌ای از پروتکل‌ها و فناوری‌های جدیدی که در برابر تأخیرها و خطاهای زیاد مقاوم هستند، مورد نیاز است.
اینترنت میان‌سیاره‌ای یک شبکهٔ ذخیره و ارسال از اینترنت است که اغلب قطع می‌شود. این شبکه دارای یک ارتباط بی‌سیم دیجیتال با سرعت بالا است که مملو از پیوندهای مستعد خطا و تأخیرهایی از ده‌ها دقیقه تا چند ساعت (حتی در صورت وجود اتصال) است.